# Eekhout (geslacht)

Familiewapen van Eekhout

Eekhout is een Nederlands geslacht waarvan een lid in 1905 werd opgenomen in de Nederlandse adel.

## Geschiedenis
De stamreeks begint met Lambert Tybbe (Tibben), schipper, die vermeld wordt vanaf 1545. Zijn zoon Roelof Lambertsz Eeckholt (1550-1612), werd de eerste van zijn geslacht die bestuurder was van Kampen.
Bij KB van 15 november 1905, nr. 49, werd Berend Eekhout (1870-1951) verheven in de Nederlandse adel waardoor hij en zijn afstammelingen het predicaat jonkheer en jonkvrouw verkregen.
Het geslacht werd in 1923 opgenomen in het genealogische naslagwerk Nederland's Patriciaat.

## Enkele telgen
Roelof Lambertsz Eeckholt, raad van Kampen in de jaren 1592-1612, burgemeester-schepen aldaar tussen 1590 en 1611
- Jan Roelofsen Eeckhout († 1695), raad en burgemeester-schepen van Kampen
  - Roeloff Eeckhout († 1664), kapitein
    - Hendrik eeckhout (1649-1728), raad van Kampen
      - Roelof Jan Eeckhout (1673-1717), secretaris van Kampen
        - Hendrik Derk eeckhout (1698-1723), schout van Wanneperveen, Dinxterveen en Zwartsluis

      - Hermannus Martinus Eeckhout (1678-1724), kapitein
        - dr. Henrick Eeckhout (1709-), burgemeester-schepen van Kampen
        - Bartholt Jan Eeckhout (1711-1788), groot-majoor van Kampen
          - Hermanus Martinus Eeckhout (1772-1838), kapitein, kolonel-militiecommissaris
            - Bartholt Jan Eeckhout (1821-1896), luitenant-kolonel der artillerie, ridder Militaire Willems-Orde, lid van de residentieraad van Djocjacarta

    - Christoffel Eeckhout (1652-1693), kapitein-luitenant
      - dr. Roelof Eeckhout († 1724), gemeensman van Zwolle
        - mr. Christoffel Willem Eeckhout (1710-1784), secretaris van Zwolle; trouwde in 1744 met Anna Catharina Thomassen à Thuessink (1723-1782), lid van de familie Thomassen à Thuessink
          - Roelof Eekhout (1745-1831), secretaris van Zwolle
          - mr. Evert Jan Eekhout (1746-1802), burgemeester van Zwolle
            - mr. Berent Eekhout (1782-1851), raadsheer provinciaal gerechtshof te Zwolle
            - mr. Gerrit Willem Eekhout (1788-1862), raadsheer provinciaal gerechtshof te Zwolle
              - mr. Reneke Adriaan Eekhout (1819-1862), raadsheer hooggerechtshof van Nederlands-Indië
              - mr. Meinard Adriaan Eekhout (1824-1903), rechter, raadsheer gerechtshof Den Bosch
                - mr. Gerrit Willem Eekhout (1866-1931), vicepresident arrondissementsrechtbank te Amsterdam
                - jhr. Berend Eekhout (1870-1951), burgemeester en secretaris van Zuilen, in 1905 verheven in de Nederlandse adel
                  - jhr. mr. Petrus Johannes Eekhout (1905-1993), ambassadeur
                  - jhr. Gerrit Willem Eekhout (1912-1954), redacteur Woordenboek der Nederlandsche Taal
                    - jhr. drs. Petrus Johannes Eekhout (1949-2012), predikant

          - mr. Christoffel Willem Eeckhout (1762-1852), schepen, wethouder en adjunct-burgemeester van Zwolle
            - Christoffel Willem Eeckhout (1807-1864), burgemeester van Oldenzaal, lid van provinciale staten van Overijssel

        - Albertus Eeckhout (1715-1764), burgemeester van Zwolle

  - Peter Eeckhout (1617-1672), burgemeester-schepen van Kampen
    - Antoni Eeckhout (1659-1727), burgemeester-schepen van Kampen
      - mr. Wyer Anthony Eeckhout (1696-1723), ontvanger van Mastenbroek
        - mr. Wyer Anthony Eeckhout (1723-1801), schepen en raad van Deventer

Geslachten die opgenomen zijn in het sinds 1910 verschijnende genealogische naslagwerk Nederland's Patriciaat. Lijst volgens opgave van het CBG Centrum voor familiegeschiedenis.
A · B · C · D · E · F · G · H · I · J · K · L · M · N · O · P · Q · R · S · T · U · V · W · Y · Z